# My Life (chanson de 50 Cent)
Pour les articles homonymes, voir My Life.
Singles de 50 Cent
First Date
(2012) Major Distribution
(2013)
Singles par Eminem
Lighters
(2011) C'mon Let Me Ride
(2012)
Singles par Adam Levine
Stereo Hearts
(2011)
My Life est une chanson du rappeur américain 50 Cent en collaboration avec le rappeur Eminem et l'artiste américain Adam Levine. Le single sort le 26 novembre 2012 sous le label fondé par Eminem Shady Records, Aftermath Entertainment et sous Interscope Records. 2e single extrait du 5e album studio de 50 Cent Street King Immortal (2013), la chanson est écrite par Curtis Jackson, Marshall Mathers, Adam Levine, Larry Griffin Jr. et par Herb Rooney. My Life est produit par Symbolyc One. La chanson est diffusée pour la première fois sur la station de radio américaine diffusée à New York Hot 97 avant sa commercialisation le 26 novembre sous la plateforme de téléchargement iTunes Store.

## Clip
Le clip est réalisé par Rich Lee.

## Formats et liste des pistes
Téléchargement digital
| No | Titre                                    | Producteur(s) | Durée |
| -- | ---------------------------------------- | ------------- | ----- |
| 1. | My Life (featuring Eminem & Adam Levine) | Symbolyc One  | 3:59  |

CD Single
| No | Titre                                                 | Producteur(s) | Durée |
| -- | ----------------------------------------------------- | ------------- | ----- |
| 1. | My Life (version album) (feat. Eminem & Adam Levine)  | Symbolyc One  | 3:59  |
| 2. | My Life (version edited) (feat. Eminem & Adam Levine) | Symbolyc One  | 3:59  |

## Crédits et personnel
- Parolier – Curtis Jackson, Marshall Mathers, Adam Levine, Larry Griffin, Jr., Herb Rooney
- Production – Symbolyc One

## Classement hebdomadaire
| Classement (2012)               | Meilleure position |
| ------------------------------- | ------------------ |
| Allemagne (Media Control AG)    | 52                 |
| Australie (ARIA)                | 28                 |
| Autriche (Ö3 Austria Top 40)    | 55                 |
| Belgique (Flandre Ultratip 100) | 2                  |
| Canada (Hot 100)                | 14                 |
| Écosse (OCC)                    | 2                  |
| France (SNEP)                   | 61                 |
| Irlande (IRMA)                  | 6                  |
| Pays-Bas (Single Top 100)       | 89                 |
| Nouvelle-Zélande (RIANZ)        | 33                 |
| Royaume-Uni (UK Singles Chart)  | 2                  |
| Suisse (Schweizer Hitparade)    | 36                 |
| États-Unis (Hot 100)            | 27                 |
| États-Unis (R&B/Hip-Hop Songs)  | 6                  |
| États-Unis (Rap Songs)          | 5                  |

### Certifications
| Pays      | Organisme | Certification | Vente  |
| --------- | --------- | ------------- | ------ |
| Australie | ARIA      | Platine       | 70 000 |

## Historique de sortie
| Pays       | Date             | Format                 | Label                        | Ref    |
| ---------- | ---------------- | ---------------------- | ---------------------------- | ------ |
| États-Unis | 26 novembre 2012 | Téléchargement digital | Shady, Aftermath, Interscope | [ 1 ]  |
| France     | 27 novembre 2012 | Téléchargement digital | Shady, Aftermath, Interscope |        |
| Allemagne  | 27 novembre 2012 | Téléchargement digital | Shady, Aftermath, Interscope |        |
| Italie     | 27 novembre 2012 | Téléchargement digital | Shady, Aftermath, Interscope |        |
| Espagne    | 27 novembre 2012 | Téléchargement digital | Shady, Aftermath, Interscope |        |
| États-Unis | 4 décembre 2012  | Airplay radio          | Shady, Aftermath, Interscope | [ 18 ] |
| États-Unis | 11 décembre 2012 | Airplay radio          | Shady, Aftermath, Interscope | [ 19 ] |